# Pierre Deshayes
Pour les articles homonymes, voir Deshayes.
Pierre Deshayes (Gomené, 24 décembre 1918 - Redon, 26 octobre 2011) est un résistant français, Compagnon de la Libération par décret du 24 mars 1945. Cheminot rallié aux forces françaises libres en 1941, il opère clandestinement dans les départements du nord de la France où il est d'abord chargé des opérations armées avant d'y prendre le commandement du Bureau des opérations aériennes local. Après la guerre, il travaille pour le quotidien "La Voix du Nord".

## Biographie

### Jeunesse et engagement
Pierre Deshayes naît le 24 décembre 1918 à Gomené, alors dans les Côtes-du-Nord, d'un père fonctionnaire des PTT. Après des études dans une école d'industrie, il obtient des CAP d'ajusteur et d'électricien. En 1935, il entre à l'Administration des chemins de fer de l'État qui recrute des électriciens. Parallèlement, il suit des cours pour s'inscrire au Conservatoire national des arts et métiers.

### Seconde Guerre mondiale

#### Premiers combats et évasion
En 1939, quand la Seconde Guerre mondiale éclate, il est mobilisé dans le génie et participe à la bataille de France. Il est capturé par les Allemands le 16 juin 1940 à La Charité-sur-Loire mais son statut de cheminot lui permet d'être rapidement libéré pour être affecté aux ateliers centraux de la gare de Nanterre-La Folie. Refusant la défaite, Pierre Deshayes envisage de rejoindre Londres pour rallier la France libre. Quittant Paris, il entre clandestinement en Espagne le 15 janvier 1941 et séjourne à Barcelone puis Madrid avant de se diriger vers la frontière portugaise. Dans le wagon qui le transporte, il se fait arrêter par un policier espagnol mais parvient à s'échapper en sautant du train. Arrivé au Portugal, il doit attendre trois mois avant de pouvoir prendre place à bord d'un cargo à destination de Gibraltar. De là, il embarque à la fin du mois de mai dans un croiseur britannique qui doit le mener en Angleterre. Mais pendant le trajet, le croiseur se détourne de sa route après avoir reçu l'ordre de se joindre aux navires participant à la traque du cuirassé allemand Bismarck puis de se rendre en Afrique. Pierre Deshayes se retrouve donc en Gambie et doit reprendre un bateau vers Gibraltar. Il finit par parvenir en Grande-Bretagne à la mi-juillet 1941 et est interrogé par le MI-5 à la Patriotic School.

#### Opérations clandestines
Engagé dans les forces françaises libres, il est affecté au BCRA et, en vue de réaliser des opérations clandestines sur le sol français, suit un stage de parachutiste et plusieurs mois d'entraînement. Sa première mission est prévue en février 1942 en Bretagne mais l'arrestation du contact local provoque l'annulation de l'opération et Deshayes poursuit son entraînement. Dans la nuit du 22 au 23 décembre 1942, il est parachuté au nord de Châteauroux puis gagne Lyon où il rencontre Daniel Cordier, secrétaire de Jean Moulin. Il est également en contact avec Yvon Morandat, rentré à Londres un mois plus tôt, qui l'aide à se rendre à Lille où il prend le commandement du réseau action de la région A, comprenant cinq départements du nord de la France déclarés "Zone interdite" et rattachés au commandement allemand de Bruxelles,. Pierre Deshayes peine cependant à monter son réseau, son opérateur radio n'étant parachuté qu'en mars 1943 et arrêté seulement dix jours après son arrivée. Le 24 mars 1943, lors d'une réunion à Paris en compagnie du colonel Passy et de Pierre Brossolette, il rencontre les principaux responsables des mouvements de résistance du nord. Déchargé des opérations de sabotage qui seront reprises en septembre par Raymond Fassin, Deshayes devient chef du Bureau des opérations aériennes de la région A,. En lien étroit avec les groupes de résistance Voix du Nord, Libération-Nord et OCM, il repère des terrains de parachutages qu'il propose ensuite aux services de Londres. Il bénéficie dans sa mission de l'assistance d'Arnaud Bisson, son adjoint pour le département de l'Aisne et de Édouard Paysant qui se charge du département de Seine-Maritime.
Pierre Deshayes parvient à mettre en place un important réseau d'équipes de réceptions assurant l'organisation et la sécurité des atterrissages et des parachutages en provenance d'Angleterre. L'efficacité de ces équipes permet l'équipement des maquis locaux et la réalisation de nombreuses opérations de sabotages. Parallèlement, Deshayes met en place un réseau d'assistance et d'évasion au profit des aviateurs alliés abattus et des résistants recherchés par la police. Lui-même traqué par la Gestapo après un an de mission, il transmet son commandement du BOA-région A à Robert Aubinière. Il diffère cependant son départ pour l'Angleterre après avoir été contacté par la section F du SOE pour participer à l'enlèvement d'un officier allemand de l'organisation Todt. L'opération est finalement annulé mais Pierre Deshayes se trouve donc toujours en France lorsque Robert Aubinière est arrêté par la gestapo le 14 avril. Il reprend de ce fait le commandement du BOA de la région A et poursuit ses actions jusqu'à la libération complète de la France.

### Après-guerre
Après la guerre, Pierre Deshayes travaille pour le quotidien "La Voix du Nord" qui pendant le conflit était un journal clandestin lié au groupe de résistance du même nom. Prenant sa retraite dans sa Bretagne natale, il meurt le 26 octobre 2011 à Redon et est inhumé au cimetière du Pouliguen en Loire-Atlantique.

## Décorations[réf.nécessaire]
|  |  |  |
|  |  |  |

| Commandeur de la Légion d'honneur         | Commandeur de la Légion d'honneur         | Compagnon de la Libération                | Compagnon de la Libération                | Croix de guerre 1939-1945            | Croix de guerre 1939-1945            |
| Distinguished Service Order (Royaume-Uni) | Distinguished Service Order (Royaume-Uni) | Officier de l'Ordre de Léopold (Belgique) | Officier de l'Ordre de Léopold (Belgique) | Croix de guerre 1940-1945 (Belgique) | Croix de guerre 1940-1945 (Belgique) |